# Pseudodynerus griseolus
Pseudodynerus griseolus är en stekelart som först beskrevs av Brethes 1909.  Pseudodynerus griseolus ingår i släktet Pseudodynerus och familjen Eumenidae. Inga underarter finns listade i Catalogue of Life.